# Церква Святого Дмитра (Путятичі)
Церква Святого Дмитра в с. Путятичі — церква в селі Путятичі Городоцького району Львівської області. Стара дерев'яна будівля церкви зведена у 1883 році, мала статус пам'ятки архітектури місцевого значення (охоронний № 1575-М), розібрана у 2004 році.

## Історія
Перші згадки про церкву в селі Путятичі датовані початком XVIII століття. У 1883 році в селі побудували нову, дерев'яну церкву, присвячену святому Димитрію. Станом на 1939 рік церква у Путятичах була дочірньою церквою храму святого Івана Богослова в селі Добряни та підпорядковувалася Судововишенському деканату Перемишльської єпархії греко-католицької церкви, парафія церкви нараховувала 651 особу.
За радянської влади, у 1947 році церкву закрили. Богослужіння відновилися лише в 1989 році. У 1991 році біля старої церковної будівлі почали зводити новий, мурований храм, будівництво якого завершили у другій половині 1990-х років. У 2004 році стару церкву розібрали.

## Опис
Стара дерев'яна церква святого Дмитра у Путятичах була тризрубною, безверхою, вкритою двосхилим дахом. Центральну наву увінчував восьмибічний світловий ліхтар із маківкою. Особливістю церкви було влаштування входу в південній стіні бабинця.
Поблизу церкви стояла дерев'яна двоярусна дзвіниця стовпового типу.